# Мільйонер із нетрів
«Мільйонер із нетрів» (англ. Slumdog Millionaire) — британський кінофільм 2008 року, режисера Денні Бойла, лауреат численних кінонагород, зокрема премії «Оскар».

## Короткий зміст
«Мільйонер із нетрів» — це історія вісімнадцятирічного сироти Джамаля Маліка, що зростав у найбідніших нетрях Індії, який потрапив на телешоу «Хто хоче стати мільйонером». Джамаль лише за крок від виграшу у 20 мільйонів рупій, але його заарештовують за підозрою у шахрайстві. Звідки хлопець, що виріс на вулиці, може знати так багато?
На допиті у поліції Джамаль розповідає сумну історію свого життя: про пережиті разом із братом пригоди, про сутички з місцевими бандами, про свою трагічну любов.
Кожний розділ особистої історії дивним чином дав йому відповіді на питання телевікторини. Коли гру відновили, інспекторові поліції й шістдесятьом мільйонам глядачів хочеться знайти відповідь тільки на одне запитання: навіщо цей юнак, без явного прагнення до багатства, вирішив взяти участь у телепрограмі?

## Ролі виконували
- Дев Пател — Джамаль
- Фріда Пінто — Латіка
- Саурабх Шукла — глава поліції Шрініваса
- Аніл Капур — Прем Кумар
- Ірфан Хан — інспектор поліції
- Мадхур Мітал — Малик Салім, старший брат Джамаля.

## Нагороди
2008 року фільм отримав кінопремію «Оскар» у номінації «Найкращий фільм». Стрічка обійшла таких конкурентів, як «Фрост проти Ніксона», «Читець», «Малік», «Загадкова історія Бенджаміна Баттона».
Режисер фільму «Мільйонер із нетрів» Денні Бойл отримав Оскара як найкращий режисер. «Мільйонер із нетрів» — єдина картина, що претендує на «Оскар» у категорії «Найкращий фільм року», якій вдалося не просто повністю окупитися, а й принести значний прибуток своїм творцям. Цей фільм також став тріумфатором церемонії вручення нагород «Золотий глобус» — другої за престижністю після вищої кінематографічної нагороди, «Оскара».
2009 року фільм було номіновано на премію MTV Movie Awards (номінація — «Найкращий фільм»).